# Satyrus hispanica
Satyrus hispanica är en fjärilsart som beskrevs av Arnold Spuler 1908. Satyrus hispanica ingår i släktet Satyrus och familjen praktfjärilar. Inga underarter finns listade.